# ورزشگاه فرانکن

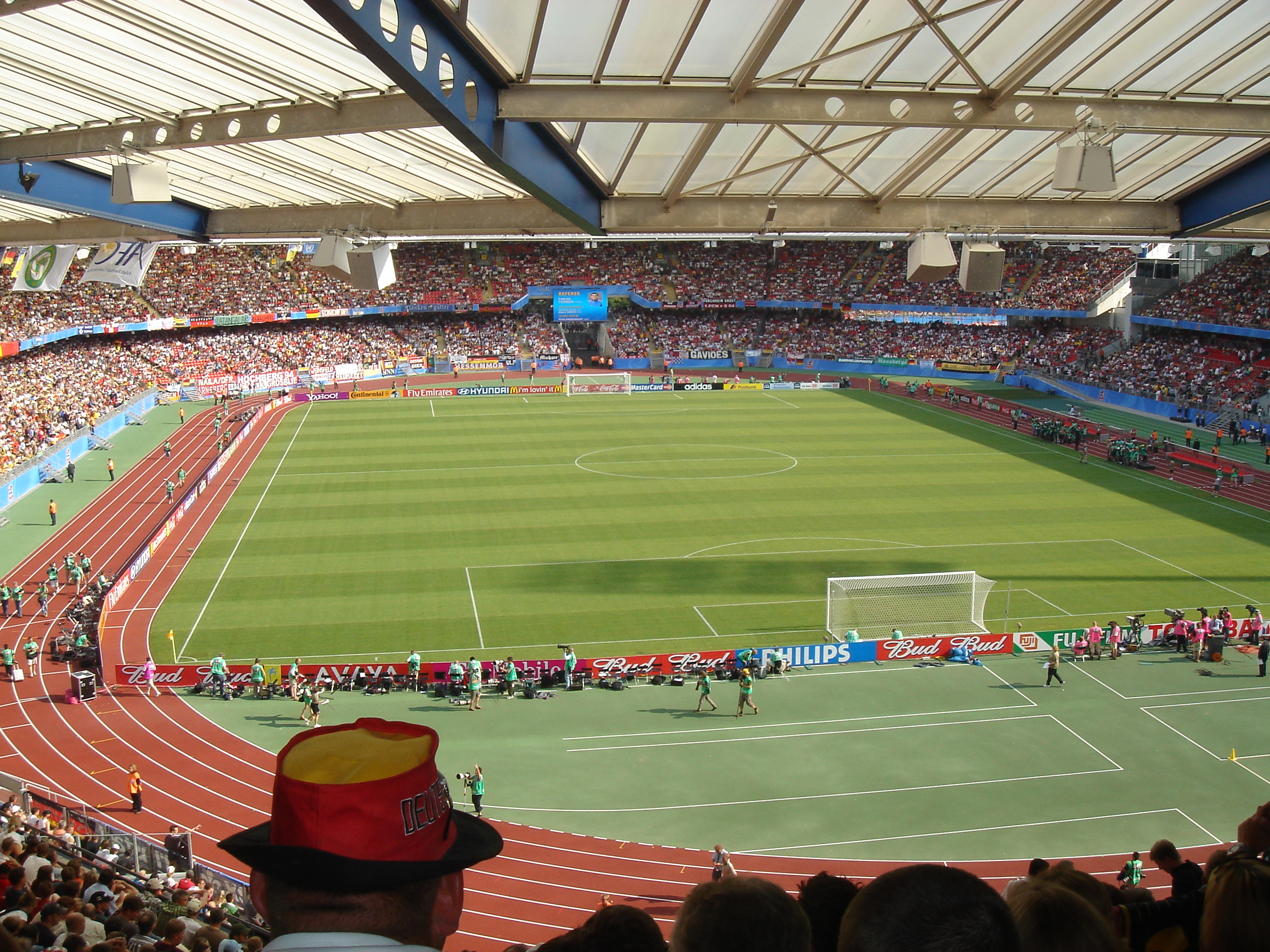

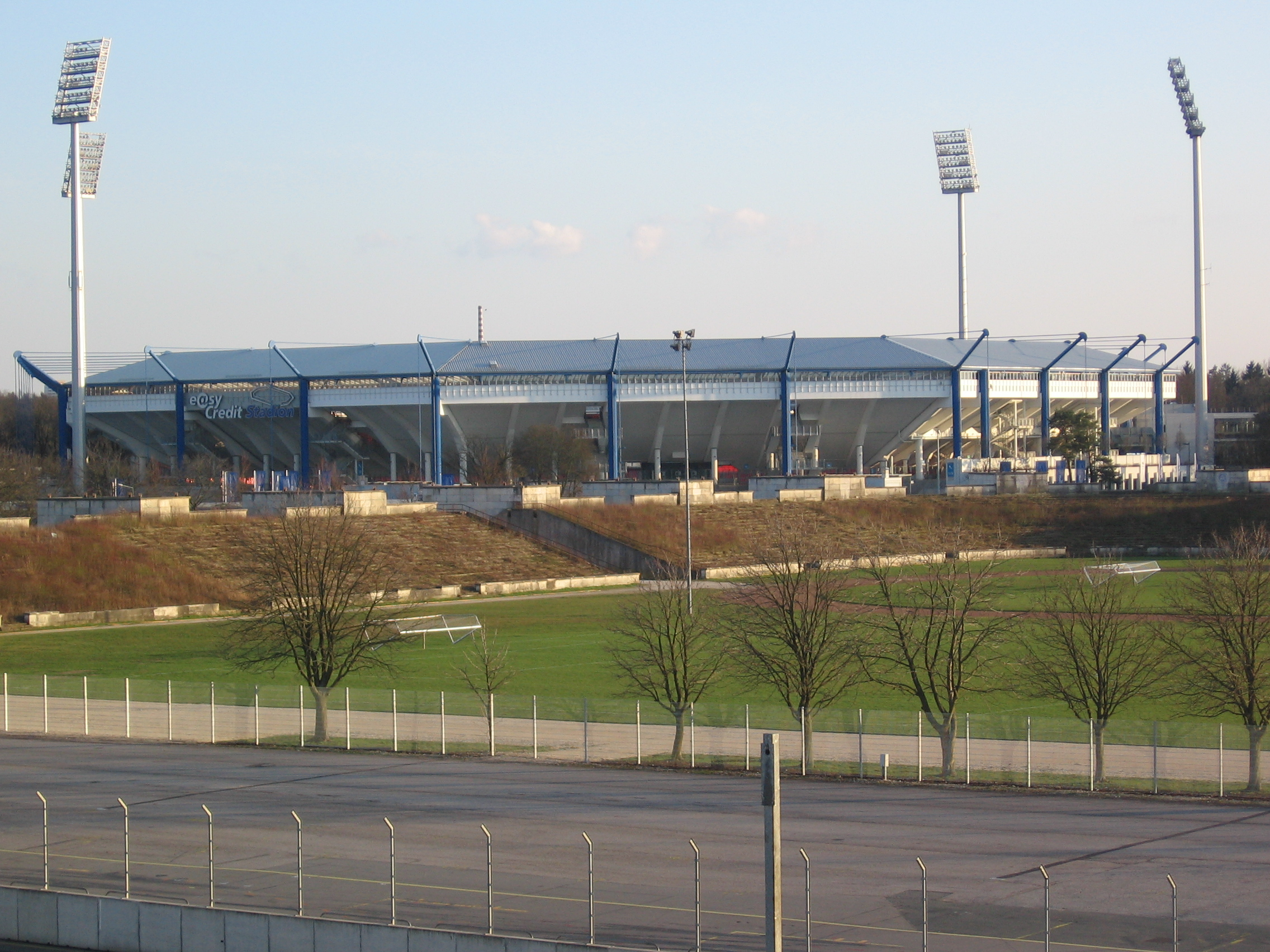

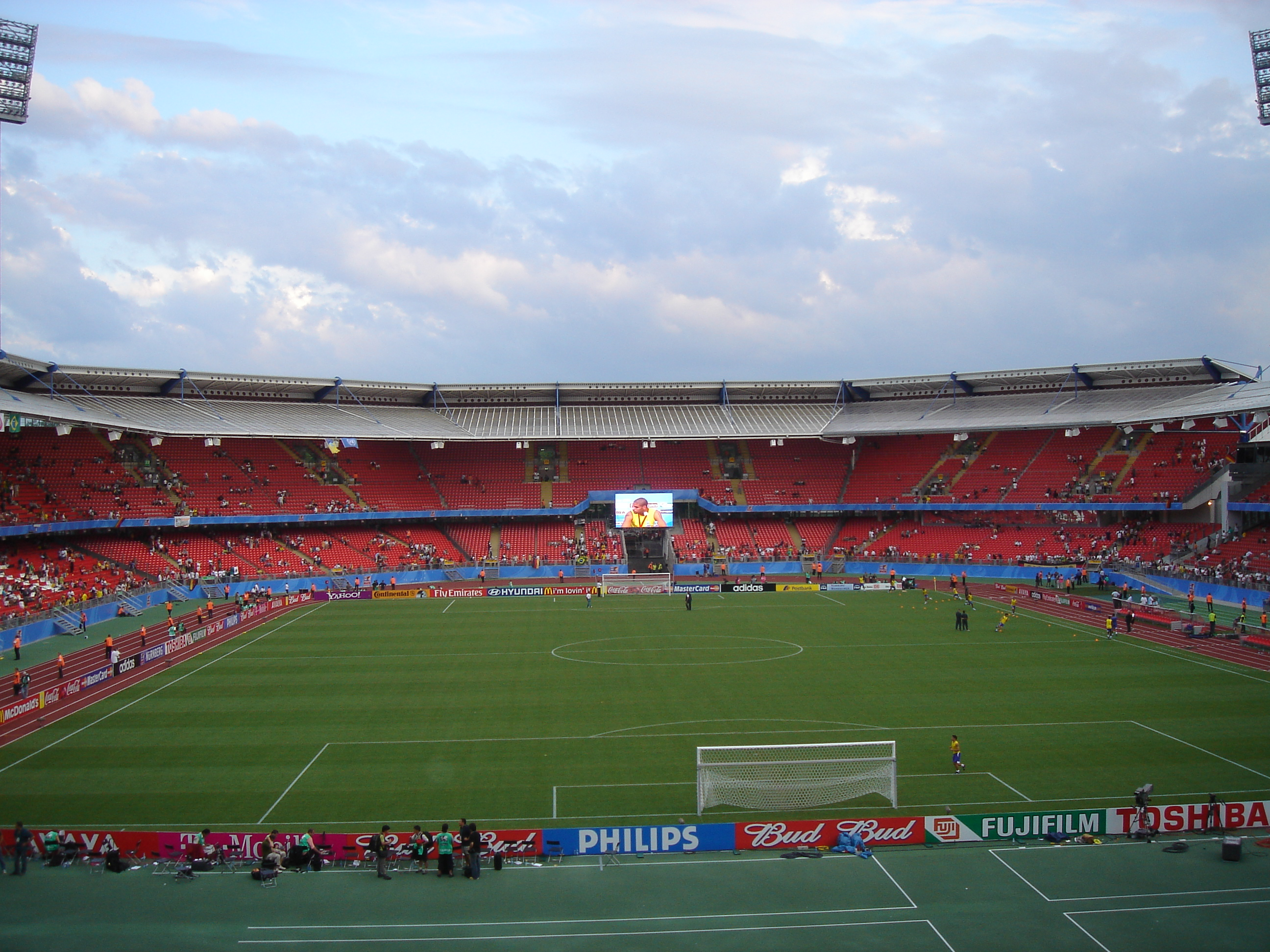

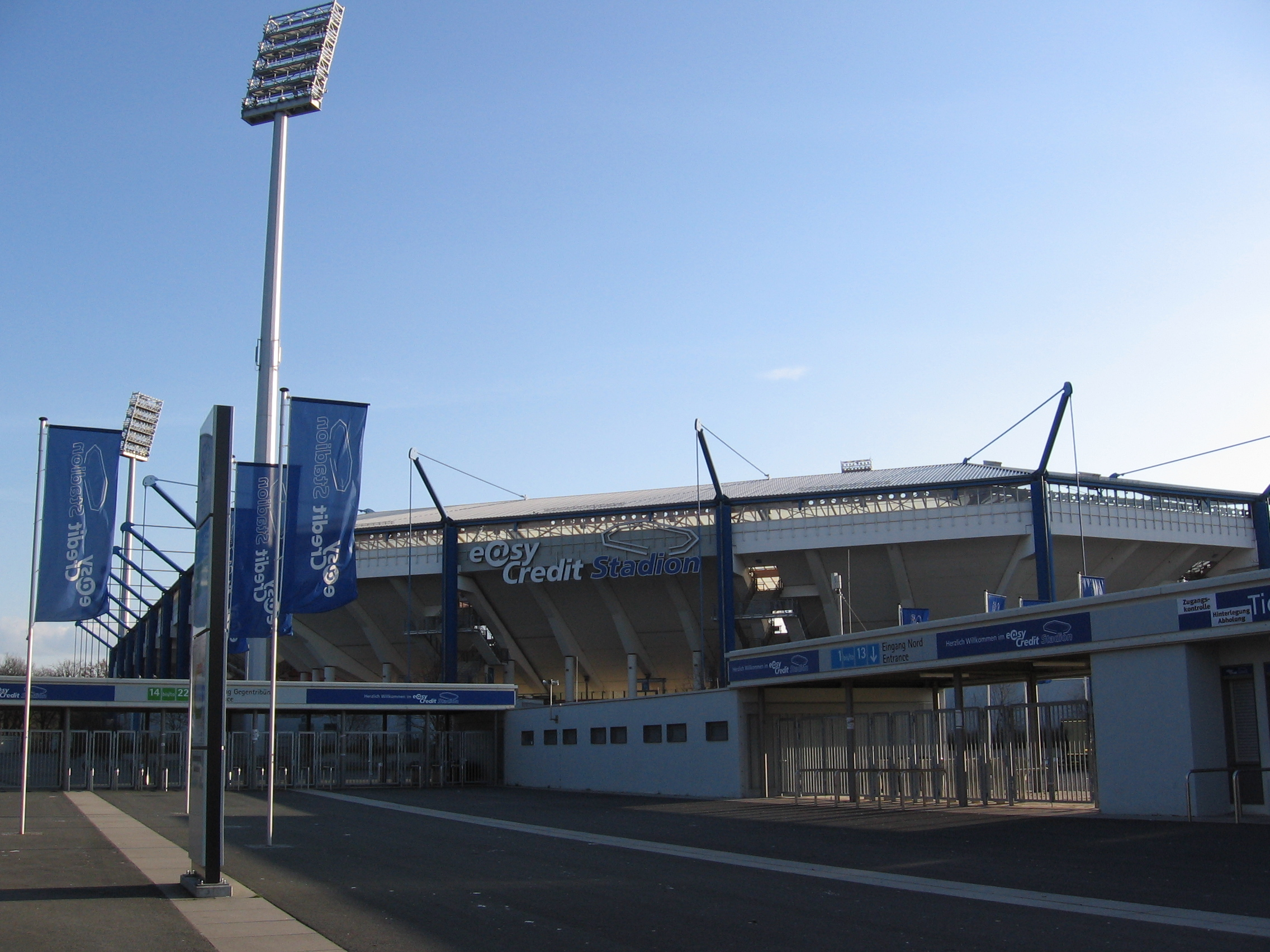

ورزشگاه فرانکن (نام قبلی: «ورزشگاه شهر») ورزشگاهی در شهر نورمبرگ است. این ورزشگاه ورزشگاه اختصاصی باشگاه اف سی نورنبرگ است. ورزشگاه جدید آرنا نورنبرگ در همسایگی این ورزشگاه قرار دارد.
ورزشگاه فرانکن میزبان پنج بازی جام جهانی ۲۰۰۶ بود.
در ۱۴ مارس ۲۰۰۶ نام آن را برای پنج سال به «ورزشگاه ایزی کردیت» تغییر دادند.

## تاریخ
این ورزشگاه در ۱۹۲۸ به عنوان ورزشگاه اختصاصی باشگاه نورنبرگ افتتاح شد.
از ۱۹۳۳ نازی‌ها از آن برای مارش‌های «جوانان هیتلر» استفاده می‌کردند. در ۱۹۶۳ ورزشگاه بارها مورد تغییراتی قرار گرفت تا با مقررات بوندسلیگا هماهنگ شود.
ورزشگاه فرانکن دو بار، اولی در ۱۹۸۸ و بعدی در ۱۹۹۱، مورد بازسازی قرار گرفته بود و یکبار هم در ۲۰۰۲ و به منظور آماده سازی برای جام جهانی ۲۰۰۶ دوباره سازی شد. این آخرین دوباره سازی ۵۶٫۲ میلیون یورو خرج برداشت. ظرفیت ورزشگاه به ۴۷۵۵۹ ارتقا داده شد. منطقه ۱۰۰۰ متری با نام ماکس مورلوک به عنوان پاتوق هواداران ساخته شد.

## جام جهانی ۲۰۰۶
این ورزشگاه در جام جهانی ۲۰۰۶ میزبان چند بازی و از جمله اولین بازی تیم ایران (شکست ۳-۱ مقابل مکزیک) بود.
جمعاً چهار بازی از مرحله گروهی و یک بازی از مرحله یک هشتم نهایی (پرتغال ۱-هلند۰) در این ورزشگاه برگزار شدند.
بازی هلند و پرتغال که با پیروزی دومی به پایان رسید از جنجالی‌ترین بازی‌های جام بود که به خشونت بسیار کشیده شد. در ضمن در همین ورزشگاه بود که غنا در میان بهت بسیاری، تیم آمریکا را مغلوب کرد.

## امکانات
ورزشگاه دو اتاق تعویض برای بازیکنان و اتاق تعویض برای مربیان دارد. اتاق‌های مراقبت و دکتر نیز موجود است. محوطه‌ای به وسعت ۳۰۰ متر مربع برای مطبوعات و کنفرانس‌ها است. اتاق وی.آی.پی ۱۲۰۰ متر مربع وسعت دارد و گنجایش ۸۰۰ مهمان را دارد. ۱۵ هزار جای پارک هست که ۲۰۵ تا آن برای وی.آی.پی‌ها است. ورزشگاه در ضمن جای دو و میدانی با مقررات بین‌المللی هم دارد. دو تلویزیون عظیم ۶۰ متر مربعی در ورزشگاه موجود هستند.